# Pimelea filiformis
Pimelea filiformis är en tibastväxtart som beskrevs av Joseph Dalton Hooker. Pimelea filiformis ingår i släktet Pimelea och familjen tibastväxter. Inga underarter finns listade i Catalogue of Life.